# Muurvaren-klasse
De muurvaren-klasse (Asplenietea) is een klasse van syntaxa die rots- en muurvegetatie omvat die typisch is voor steile of verticale, stenige standplaatsen waaronder rotswanden, stadswallen, kademuren, waterputten, kerkhofmuren en ruïnes. De vegetatie uit de muurvaren-klasse worden gekenmerkt door de dominantie van sporenplanten als varens en mossen.

## Naamgeving en codering
| Asplenietea trichomanis Br.-Bl. in Meier & Br.-Bl. 1934 |
| Asplenietea rutae-murariae Oberd. et al. 1967           |
| Asplenietea rupestria Br.-Bl. in Meier & Br.-Bl. 1934   |

- Syntaxoncode voor Nederland (rVvN): r21[2]
- BWK-karteringscode: km

De wetenschappelijke naam Asplenietea is afgeleid van de botanische naam van een belangrijke kensoort binnen deze klasse, de algemeen voorkomende steenbreekvaren (Asplenium trichomanes).

## Fysiognomie
De fysiognomie van de muurvaren-klasse wordt vooral gekarakteriseerd door lithofyten, waaronder vooral varens, mossen en verwilderde rotstuinplanten. Binnen enkele lagere syntaxa van deze klasse kunnen bloeiende planten het vegetatieaspect bepalen.
De gemeenschappen kunnen open tot vrijwel gesloten zijn. Ze bestaan enkel uit een kruidlaag en een moslaag. In de kruidlaag nemen de varens een belangrijke plaats in met een vijftal kensoorten. Sporenplanten hebben door hun zeer lichte sporen in het voordeel bij de kolonisatie van dergelijke moeilijk bereikbare biotopen. Bij de bloeiende planten zijn dikwijls verwilderde tuinplanten, zoals de muurbloem en de gele helmbloem. De moslaag is dikwijls opvallend aanwezig met voornamelijk bladmossen die droogtebestendig zijn.

## Ecologie
De muurvaren-klasse omvat rots- en muurvegetatie binnen een betrekkelijk breed ecologisch spectrum. In de klasse zijn syntaxa van zure tot basische, oligotrofe tot eutrofe en droge tot vochtige stenige standplaatsen opgenomen. Dit soort biotopen worden van nature enkel aangetroffen in bergachtige gebieden. In de Lage Landen vinden ze een alternatief op bouwwerken, voornamelijk oude stadsmuren, gracht- en kademuren, waterputten, kerkhofmuren en kasteelruïnes, plaatsen die gekenmerkt worden door een verticale structuur, de bijna-afwezigheid van een bodem, en sterke schommelingen in temperatuur en de luchtvochtigheid.
In bergachtige gebieden is de soortenrijkdom en het aantal kensoorten meestal veel groter, met onder andere muurnavel en dik vetkruid.
Mieren spelen een zeer belangrijke rol voor de meeste kenmerkende zaadplanten van de muurvaren-klasse. De meeste van de laatstgenoemde soorten vormen mierenbroodjes, waardoor mieren de toch relatief zware zaden mee (naar boven) de muur op nemen waardoor de zaden in een spleet terechtkomen om te kiemen.

## Onderliggende syntaxa in Nederland en Vlaanderen
De muurvaren-klasse wordt in Nederland en Vlaanderen vertegenwoordigd door maar één orde met twee verbonden. Beide verbonden kennen alhier twee associaties.
- - muurleeuwenbek-orde (Tortulo-Cymbalarietalia)
    - verbond van klein glaskruid (Parietarion judaicae)
      - associatie van klein glaskruid (Asplenio-Parietarietum)
      - muurbloem-associatie (Asplenio-Cheiranthetum)

    - muurleeuwenbek-verbond (Cymbalario-Asplenion)
      - muurvaren-associatie (Asplenietum rutae-murario-trichomanis)
      - tongvaren-associatie (Filici-Saginetum)

- rompgemeenschap met gele helmbloem (RG Pseudofumaria lutea-[Cymbalario-Asplenion])
- rompgemeenschap met liggende vetmuur en gewoon muursterretje (RG Sagina procumbens-Tortula muralis-[Cymbalario-Asplenion])
- rompgemeenschap met muurvaren (RG Asplenium ruta-muraria-[Tortulo-Cymbalarietalia])
- rompgemeenschap met muurleeuwenbek (RG Cymbalaria muralis-[Tortulo-Cymbalarietalia])
- rompgemeenschap met grasklokje (RG Campanula rotundifolia-[Tortulo-Cymbalarietalia])

## Verspreiding
Het verspreidingsgebied van de muurvaren-klasse strekt zich uit over Europa en Noord-Afrika. Het is nog niet bekend waar de exacte areaalgrenzen van de muurvaren-klasse liggen.

## Successie
Door successie ontstaat vegetatie van de muurvaren-klasse uit rots- en muurvegetatie van de de klasse van stippelkorsten en achterlichtmossen, kringmos-klasse en heel soms ook de poederkorst-klasse, op verticale of schuin aflopende structuren.

## Vegetatiezonering
In de vegetatiezonering kunnen syntaxa van de muurvaren-klasse contactgemeenschappen vormen met syntaxa uit andere klassen die rots- en muurvegetatietypen omvatten. Zo staat de muurvaren-klasse vaak in contact met epilitische (korst)mossenvegetatie uit de klasse van stippelkorsten en achterlichtmossen (Verrucario-Schistidietea), de poederkorst-klasse (Chrysotrichetea chlorinae) en de klasse van bisschopsmutsen en landkaartmossen (Racomitrio-Rhizocarpetea). Met de vegetatie uit de drie laatstgenoemde klassen komt de muurvaren-klasse vaak in een vegetatiemozaïek voor. Voorts kunnen gemeenschappen van de klasse van pioniergraslanden op gruis- en steenbodems (Sedo-Scleranthetea) contactgemeenschappen vormen.
De klasse komt voor in de planaire tot in de nivale zone.

## Bedreiging
De meeste associaties uit de muurvaren-klasse worden zowel kwantitatief als kwalitatief bedreigd. Onder andere het vernielen van deze begroeiingen, bijvoorbeeld door hogedrukreinigers vormt een bedreiging. Ook worden de gemeenschappen bedreigd door eutrofiëring en in sommige gevallen ook door het overgroeien van klimop.

## Diagnostische taxa voor voor Nederland en Vlaanderen
In de onderstaande synoptische tabel staan de belangrijkste diagnostische plantentaxa voor Nederland en Vlaanderen.
Houtige gewassen
| Kentaxon | Differentiërend taxon | Abundantie | Triviale naam | Botanische naam  | Opmerking | Afbeelding |
| -------- | --------------------- | ---------- | ------------- | ---------------- | --------- | ---------- |
| kK       |                       |            | vijgenboom    | Ficus carica     |           |            |
|          |                       |            | vlinderstruik | Buddleja davidii |           |            |

Kruidlaag
| Kentaxon | Differentiërend taxon | Abundantie | Triviale naam                | Botanische naam            | Opmerking                       | Afbeelding |
| -------- | --------------------- | ---------- | ---------------------------- | -------------------------- | ------------------------------- | ---------- |
| kK       |                       | Z          | blaasvaren                   | Cystopteris fragilis       |                                 |            |
| kO       |                       | A/O        | muurleeuwenbek               | Cymbalaria muralis         | muurleeuwenbek-orde             |            |
| kK       |                       | Z          | gele helmbloem               | Pseudofumaria lutea        |                                 |            |
| kK       |                       | Z          | muurbloem                    | Erysimum cheiri            |                                 |            |
| kK       |                       | O          | stengelomvattend havikskruid | Hieracium amplexicaule     |                                 |            |
| kK       |                       |            | muurnavel                    | Umbilicus rupestris        | niet in Nederland en Vlaanderen |            |
| kK       |                       |            | driebladvaleriaan            | Valeriana tripteris        | niet in Nederland en Vlaanderen |            |
| kK       |                       |            | dik vetkruid                 | Sedum dasyphyllum          | niet in Nederland en Vlaanderen |            |
|          |                       | F/O        | muurvaren                    | Asplenium ruta-muraria     |                                 |            |
|          |                       | O          | steenbreekvaren              | Asplenium trichomanes      |                                 |            |
|          |                       | Z          | tongvaren                    | Asplenium scolopendrium    |                                 |            |
|          |                       | Z          | schubvaren                   | Asplenium ceterach         |                                 |            |
|          |                       |            | muurfijnstraal               | Erigeron karvinskianus     |                                 |            |
|          |                       |            | gewone eikvaren              | Polypodium vulgare         |                                 |            |
|          |                       |            | spoorbloem                   | Centranthus ruber          |                                 |            |
| bg       |                       |            | stinkende gouwe              | Chelidonium majus          |                                 |            |
|          |                       |            | kruipklokje                  | Campanula poscharskyana    |                                 |            |
|          |                       |            | dalmatiëklokje               | Campanula portenschlagiana |                                 |            |

Moslaag
| Kentaxon | Differentiërend taxon | Abundantie | Triviale naam        | Botanische naam        | Opmerking           | Afbeelding |
| -------- | --------------------- | ---------- | -------------------- | ---------------------- | ------------------- | ---------- |
| kO       |                       | F          | gewoon muursterretje | Tortula muralis        | muurleeuwenbek-orde |            |
| kK       |                       | O          | gewoon zijdemos      | Homalothecium sericeum |                     |            |
| kK       |                       | O          | muursnavelmos        | Rhynchostegium murale  |                     |            |

## Fotogalerij

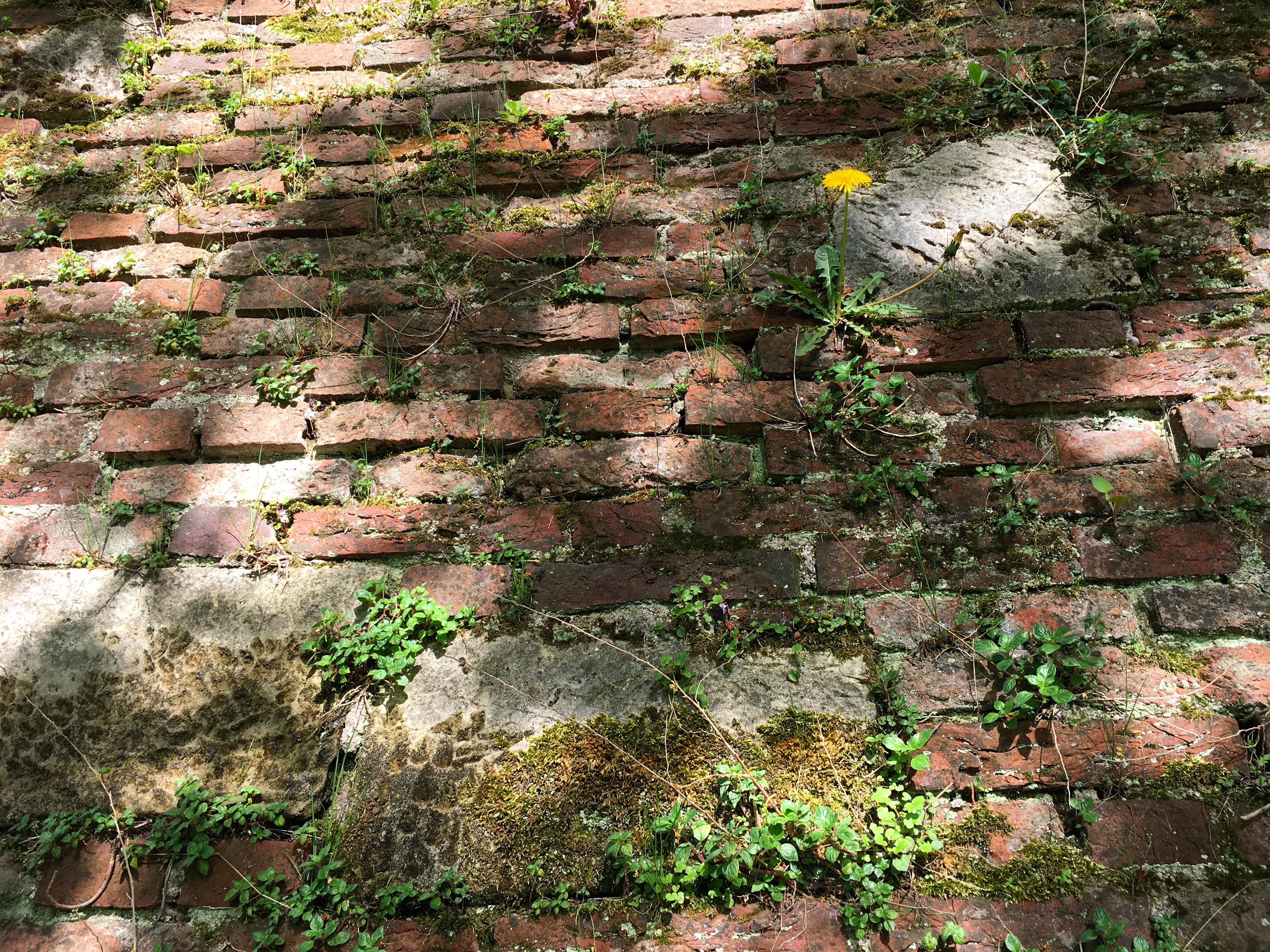
Associatie van klein glaskruid in de lente
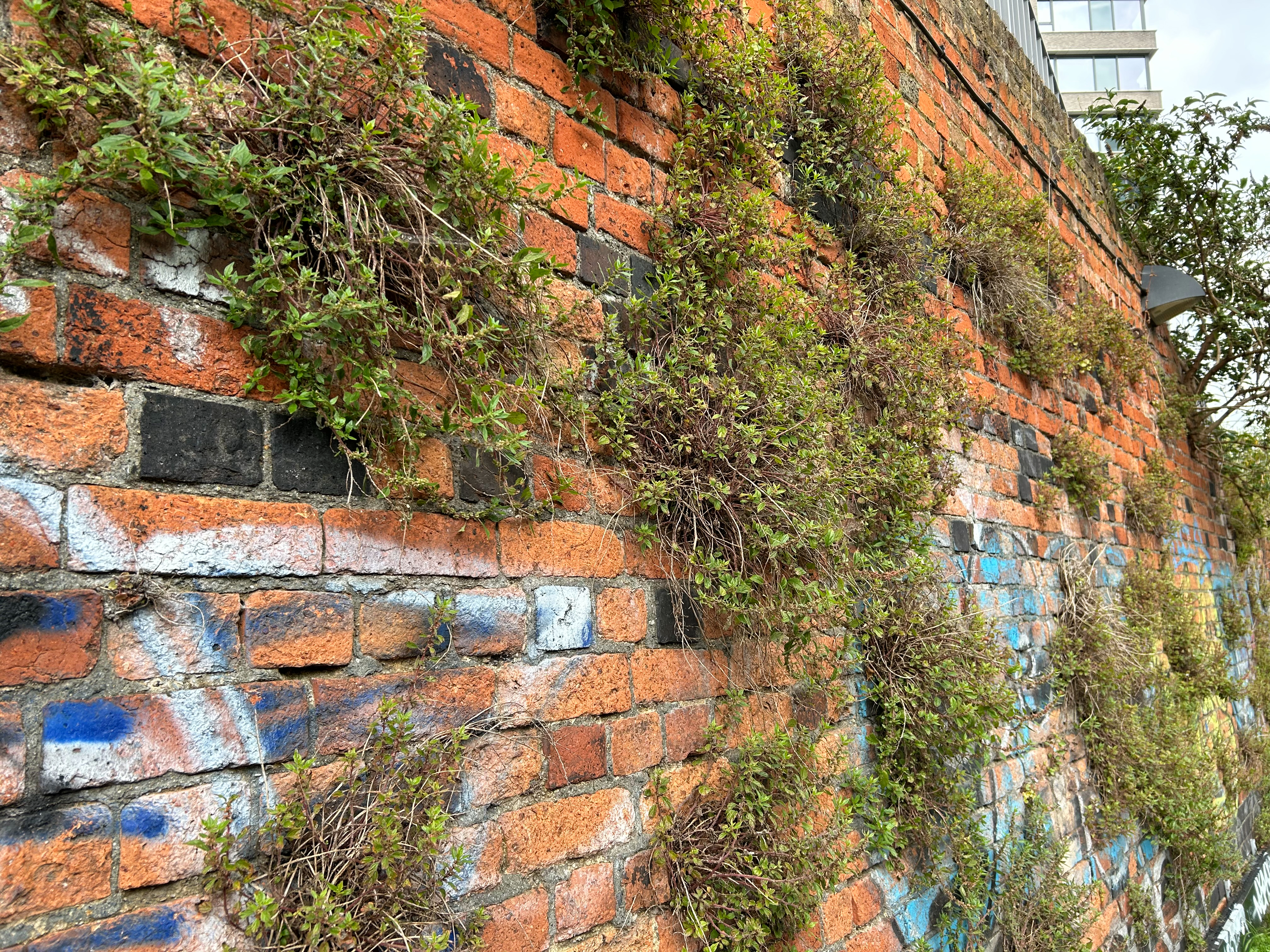
Associatie van klein glaskruid in de zomer
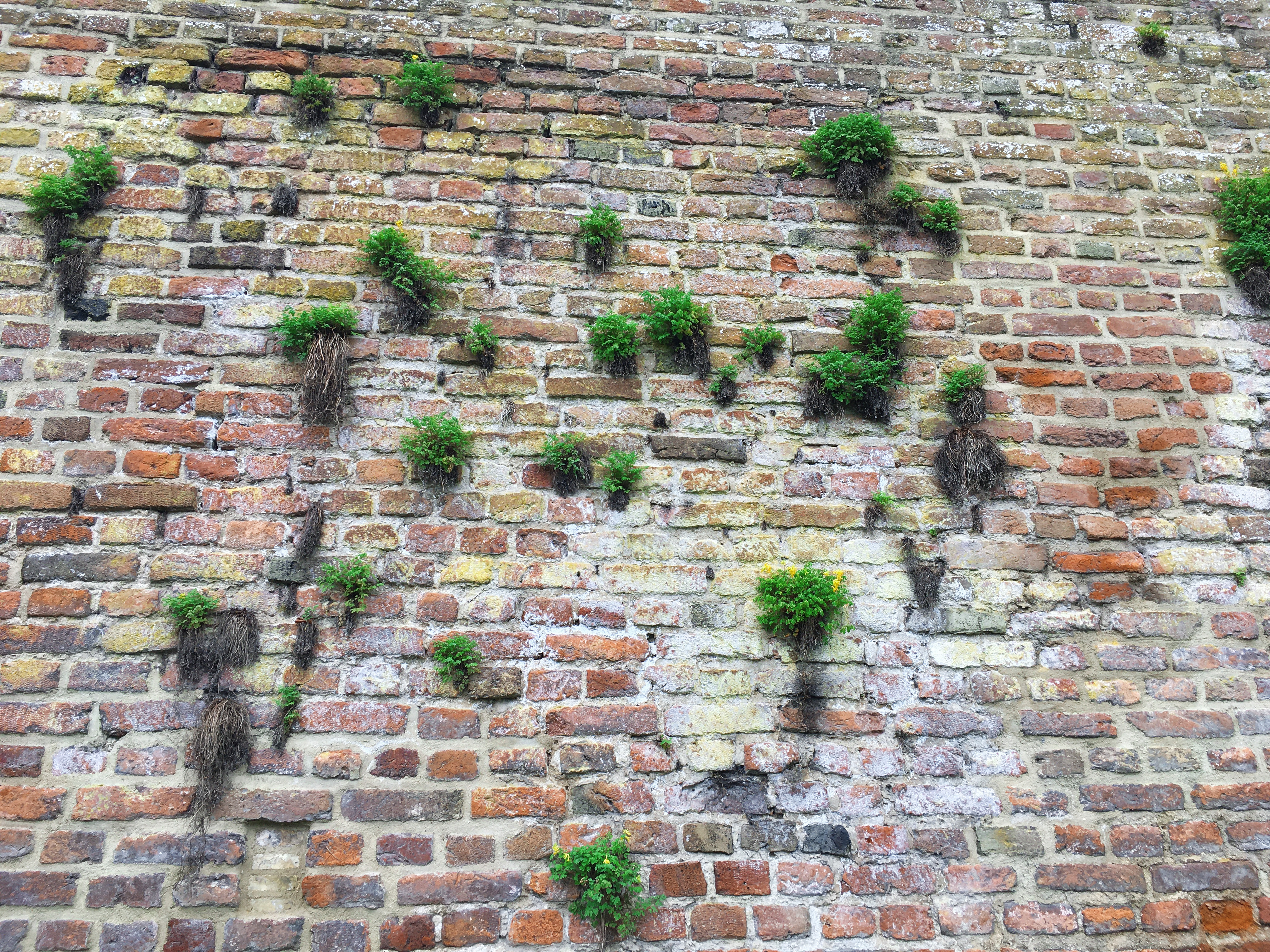
Een rompgemeenschap met gele helmbloem
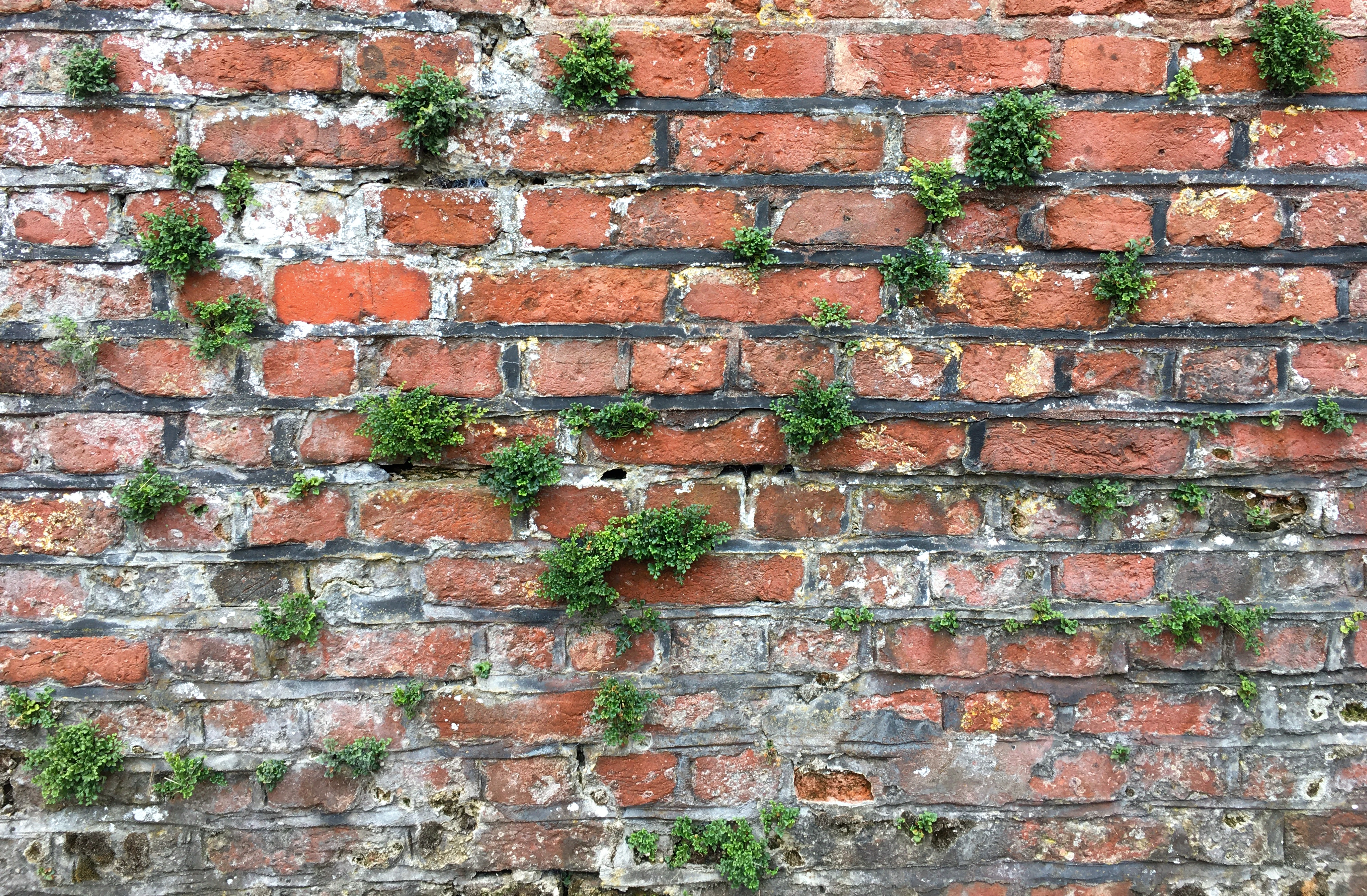
Een rompgemeenschap met muurvaren